# Byrkjelo
Byrkjelo is een plaats in de Noorse gemeente Gloppen, provincie Vestland. Byrkjelo telt 287 inwoners (2007) en heeft een oppervlakte van 0,62 km². Het dorp heeft een grote vestiging van TINE, de belangrijkste zuivelproducent in Noorwegen.
Omliggende plaatsen zijn Innvik, Sandane en Skei.